# Utila tüskésfarkú leguán
Az Utila tüskésfarkú leguán (Ctenosaura bakeri) a hüllők (Reptilia) osztályának pikkelyes hüllők (Squamata) rendjébe, ezen belül a leguánfélék (Iguanidae) családjába tartozó faj.

## Előfordulása
Az Utila tüskésfarkú leguán a Hondurashoz tartozó Utila-sziget endemikus gyíkja. A faj egész előfordulási területe, csak 41 négyzetkilométernyi területet foglal magába. 10 méteres tengerszint fölötti magasságban is fellelhető. Az emberi tevékenységek veszélyeztetik a fajt. A 2013-as év adatai szerint, már kevesebb, mint 5000 felnőtt példány van az Utila tüskésfarkú leguánból.

## Megjelenése
A hím legfeljebb 76 centiméter, míg a nőstény 56 centiméter hosszú. A hím hátán 56 tüske látható.

## Életmódja
Ez a leguánfaj főleg a mangroveerdőket és a tengerpartokat választja élőhelyül. Nem területvédő, és szabadon mozog az egész elterjedési területén keresztül. A kifejlett állatok inkább a nyíltabb részeket kedvelik, míg a fiatal példányok a sűrűbb növényzetbe bújnak el. A fiatal leguánok főleg rovarokkal táplálkoznak, a felnőttek pedig virágokat, leveleket, rákokat és egyéb ízeltlábúakat fogyasztanak. A fiatal Utila tüskésfarkú leguánokat és a tojásokat különböző ragadozó madarak, gémfélék, kígyók és nagyobb gyíkok zsákmányolják, míg a kifejlett példányokra kormos rákászölyvek (Buteogallus anthracinus) és közönséges óriáskígyók (Boa constrictor) vadászhatnak.

## Szaporodása
A szaporodási időszak február–március között van. A párzás a mangroveerdőben történik, ezután a nőstény kimegy a homokos partra és fészket váj. A fészek akár több méter hosszú is lehet, de sohasem 60 centiméternél mélyebb. A tojásrakás márciustól júniusig tart. Általában 11-15 tojás van egy fészekaljban, azonban a nagyobb nőstények 20-24 tojást is rakhatnak. 85 nap kell a tojások kikeléséhez. Körülbelül szeptemberen kelnek ki az utolsó kis gyíkok.

## Védelmi intézkedések
Az Utila tüskésfarkú leguán  felkerült a Washingtoni egyezmény (CITES) 2. listájára. Továbbá a hondurasi törvények is védelmezik a fajt.

## Képek

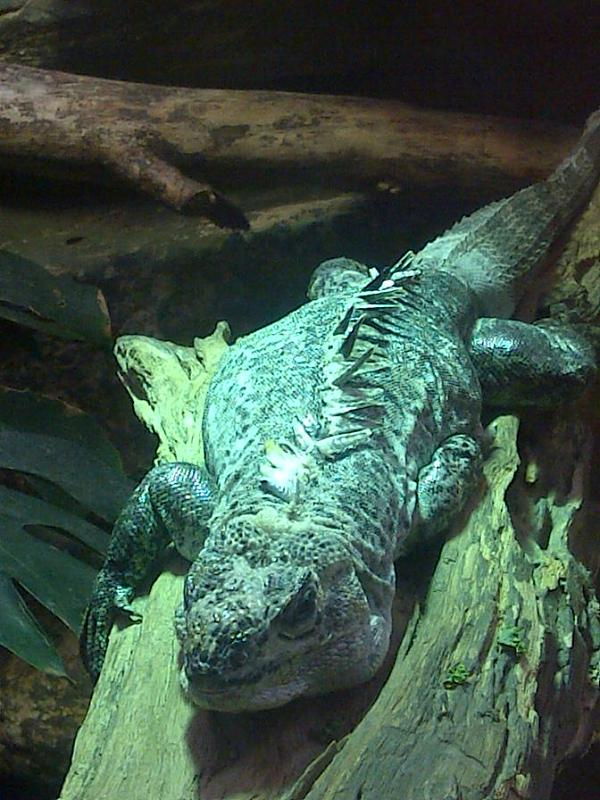
Utila tüskésfarkú leguánok a bristoli...
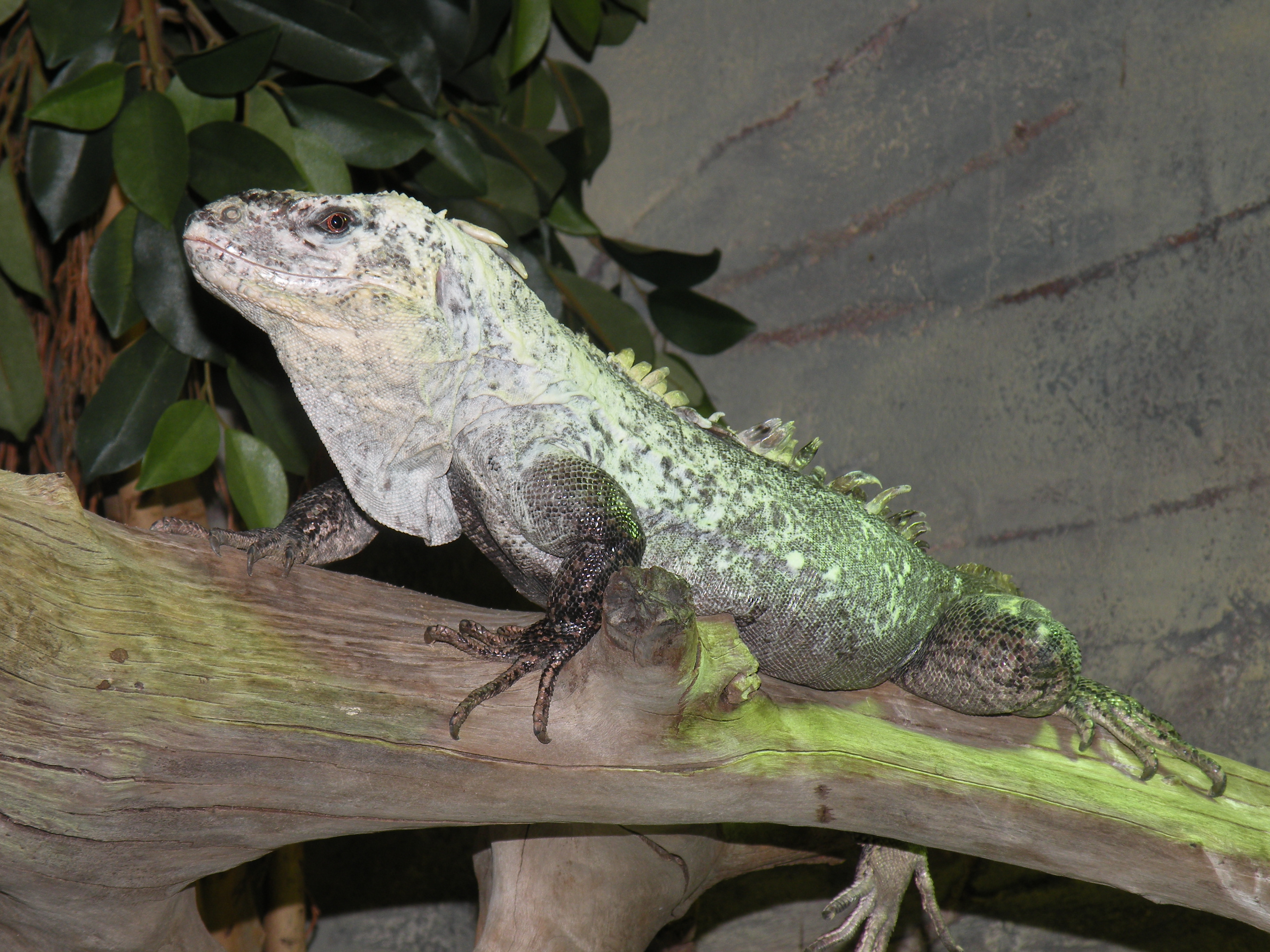
..és a rotterdami állatkkertekben
A karmos lábfeje
és a hosszú farka